# Wohnmobil

Zusatzzeichen 1048-17 der StVO für Wohnmobile

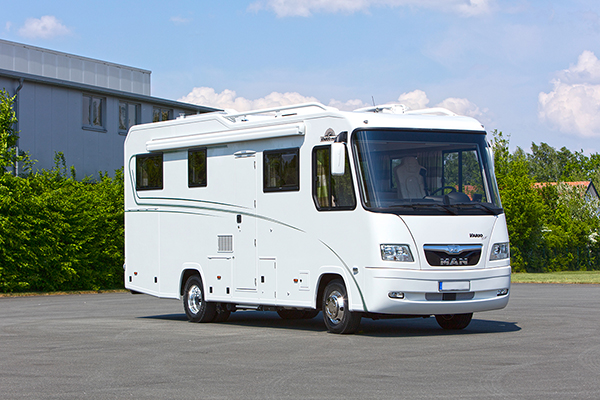
Wohnmobil

Ein Wohnmobil, in der Schweiz amtlich Wohnmotorwagen, ist ein Kraftfahrzeug mit einer zum Wohnen geeigneten Inneneinrichtung. Diese ähnelt häufig der eines Wohnwagens. Die Fahrzeugbasis ist in der Regel ein Kleintransporter. Überwiegend werden Wohnmobile als Freizeitfahrzeuge zum Camping und für Urlaube mit wechselnden Stand- und Erlebnisorten verwendet. Wohnmobile werden auch gern von Geschäftsreisenden wie Handelsvertretern, Montagearbeitern oder Schaustellern zum Übernachten oder als mobiles Büro an wechselnden Arbeitsorten genutzt.
Mit Reisemobil wurde ein bewohnbares Fahrzeug (Essen zubereiten, Schlafen) bezeichnet, dessen Schwerpunkt jedoch auf dem Reisen, also dem Fahren, lag. In aller Regel waren es ausgebaute Kleinbusse und Kastenwagen, weshalb diese Fahrzeuge damals wie heute auch oft als Campingbus oder übergreifend als Camper bezeichnet werden. Heutzutage werden in Deutschland die Begriffe Reisemobil und Wohnmobil jedoch synonym verwendet, wobei in Herstellerkatalogen und Fachzeitschriften meist von Reisemobil, umgangssprachlich jedoch überwiegend von Wohnmobil gesprochen wird. Reisemobile im ursprünglichen Sinne werden unter Kastenwagen behandelt. 
Zulassungstechnisch ist diese Gruppe von Fahrzeugen eine eigene Fahrzeugart und wird in den Zulassungsbescheinigungen, sofern eine neue EU-Typgenehmigung vorliegt, einheitlich als Wohnmobil bezeichnet; frühere Bezeichnungen wie So.-Kfz für sonstiges Kfz fallen damit weg.

## Wohnmobiltypen

### Wohnkabine

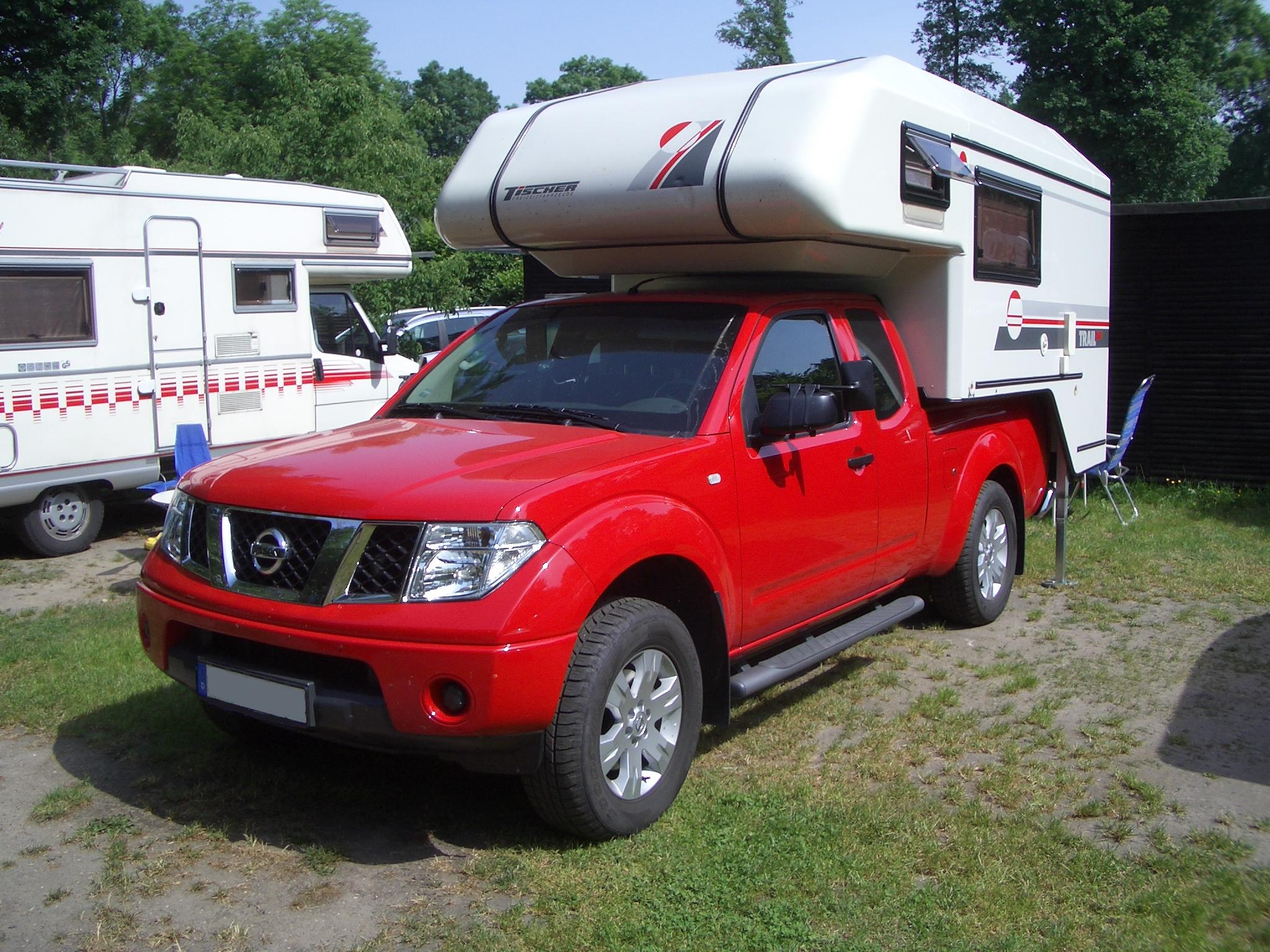
Wohnkabine auf Pick-up

Als Wohnkabine, auch Absetzkabine, wird ein Wohnaufbau bezeichnet, mittels dessen aus einem Pick-up oder Pritschenwagen, seltener aus einem normalen Serien-Pkw, ein Wohnmobil gemacht werden kann. Der Vorteil liegt darin, dass der Besitzer selbst im Bedarfsfall sein Auto in ein Wohnmobil verwandeln und auch den Wohnaufbau ähnlich wie einen Caravan auf einem Campingplatz zurücklassen kann. Für den Alltagsgebrauch kann der Aufbau wieder demontiert werden. Nachteil ist der im Vergleich zu anderen Wohnmobilbauarten beengte Wohnraum.

### Kastenwagen

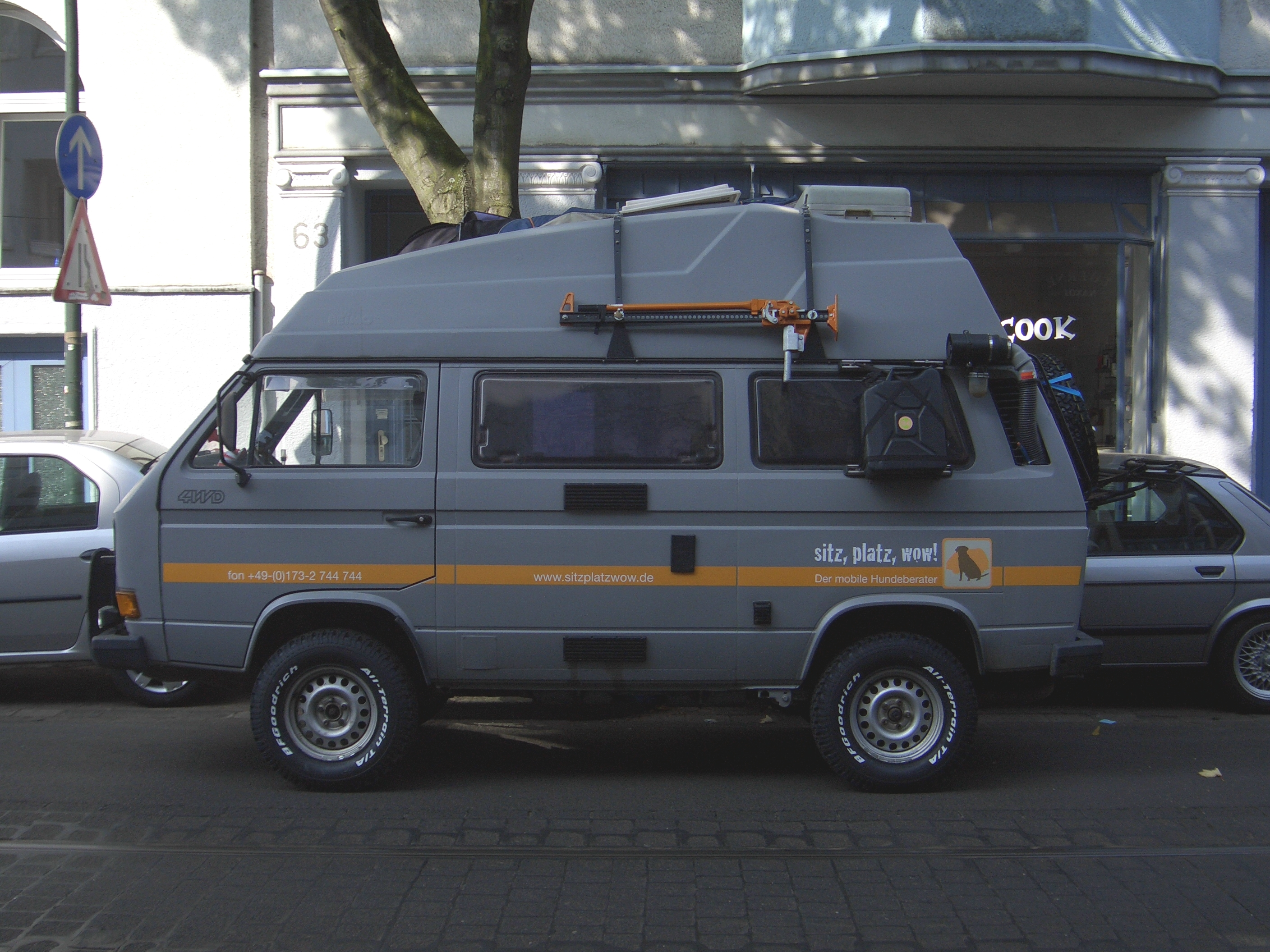
VW-Bus mit Hochdach

Die ersten Reisemobile entstanden in den 1950er-Jahren auf der Basis des VW-Bus, des Prototyps des Kleintransporters. Die Westfalia-Campingbox war eine der ersten Inneneinrichtungen für serienmäßige Kleintransporter. Im Gegensatz zu späteren Inneneinrichtungen konnte sie noch mit wenigen Handgriffen aus dem Fahrzeug herausgenommen werden und blieb dabei voll funktionstüchtig.
In den 1970er-Jahren wurde dann ein mit Wohneinrichtung ausgebauter Kleintransporter, der zusätzlich auch über Sanitärausstattung einschließlich Toilette und Dusche verfügte, als Reisemobil bezeichnet. Diese Fahrzeuge sind bis heute – mehr unter dem Begriff Kastenwagen – in Produktion. Sie bieten mehr Fahrkomfort und sind in der Regel sparsamer im Verbrauch als größere Wohnmobile, dafür ist der Wohnraum kleiner und der Wohnkomfort geringer, da er sich auf die Maße des serienmäßigen Kleintransporters begrenzt. Zunehmend wird der Begriff Kastenwagen als Typ (eigentlich Bauart) der Wohnmobile angesehen. Vorteil ist die hohe Alltagstauglichkeit der Fahrzeuge, Nachteil ist der durch den aufwendigen Ausbau hohe Preis im Verhältnis zur Fahrzeuggröße.
Moderne Kastenwagen verfügen in aller Regel entweder über ein festes Hochdach oder über ein Aufstelldach (auch als Hubdach bezeichnet), um im Standbetrieb Stehhöhe zu gewährleisten. In der Bundesrepublik Deutschland war dies bis Dezember 2012 für die steuerliche Einstufung als Wohnmobil erforderlich, dient seitdem aber nur noch dem Wohnkomfort. Bei manchen Modellen können unter diesem Dach noch ein bis zwei Schlafplätze eingerichtet werden.

### Alkoven

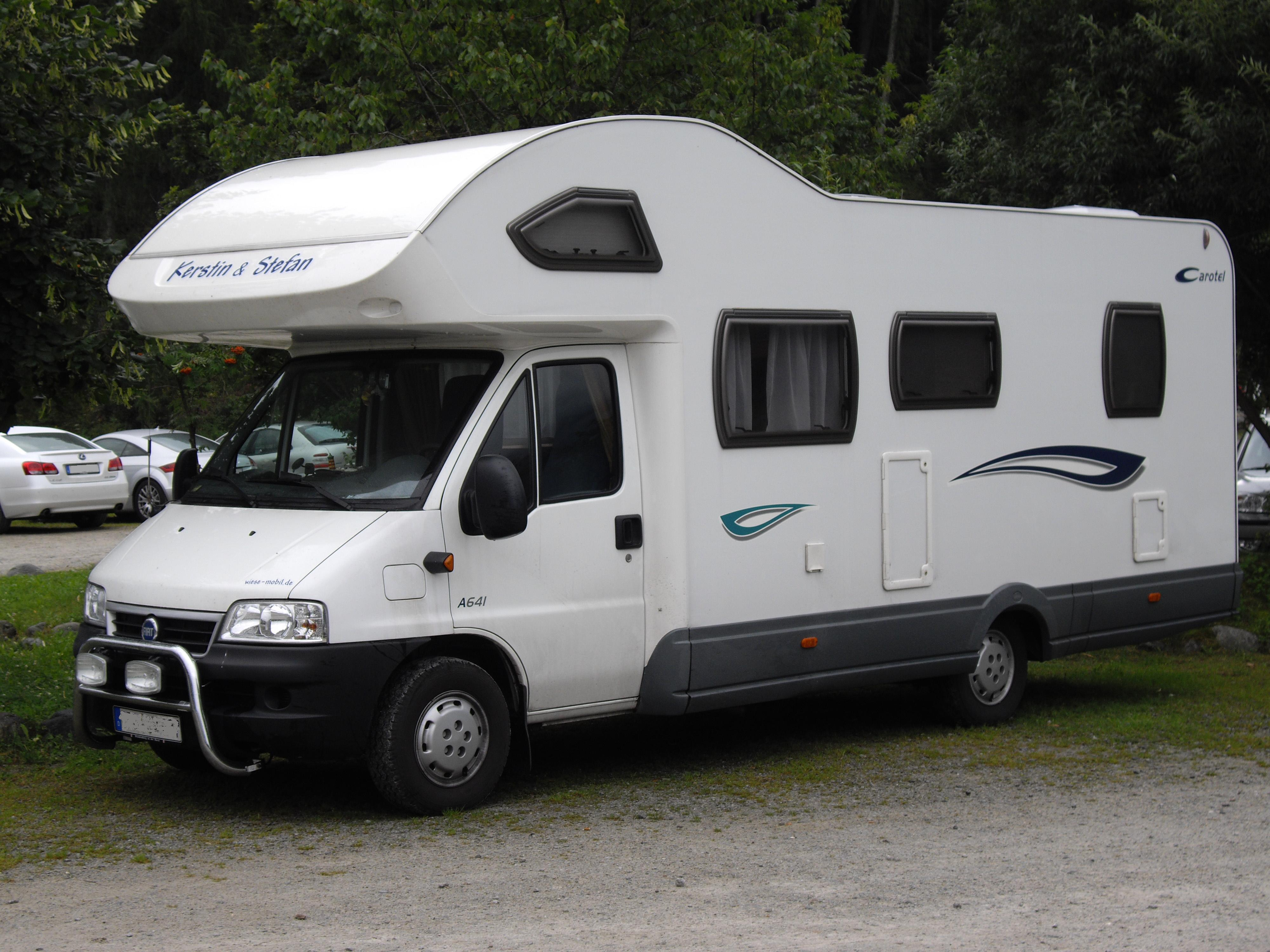
Alkovenmobil

Alkovenwohnmobile sind mit einem Alkoven – einer Schlafnische oberhalb des Fahrerhauses – ausgestattet. Dadurch wird eine optimale Raumausnutzung bei einem vergleichsweise günstigen Preis erreicht. Alkovenmobile sind aufgrund ihres typischen Erscheinungsbildes leicht als Wohnmobile zu erkennen und werden daher häufig auf Piktogrammen, Verkehrsschildern und dergleichen als Symbol für ein Wohnmobil im Allgemeinen verwendet. Beispielsweise in Deutschland das Zusatzzeichen 1048-17 (Nur Wohnmobil) und in der Schweiz das Ergänzungssignal 5.28 (Wohnmotorwagen).
Ein Vorteil ist neben der guten Raumausnutzung die Wintertauglichkeit, da das nicht wärmegedämmte Fahrerhaus in der Regel vom gedämmten Wohnraum abgetrennt werden kann. Nachteilig sind die beengten Raumverhältnisse im Alkoven und die große Gesamthöhe des Fahrzeuges.

### Teilintegriertes Wohnmobil

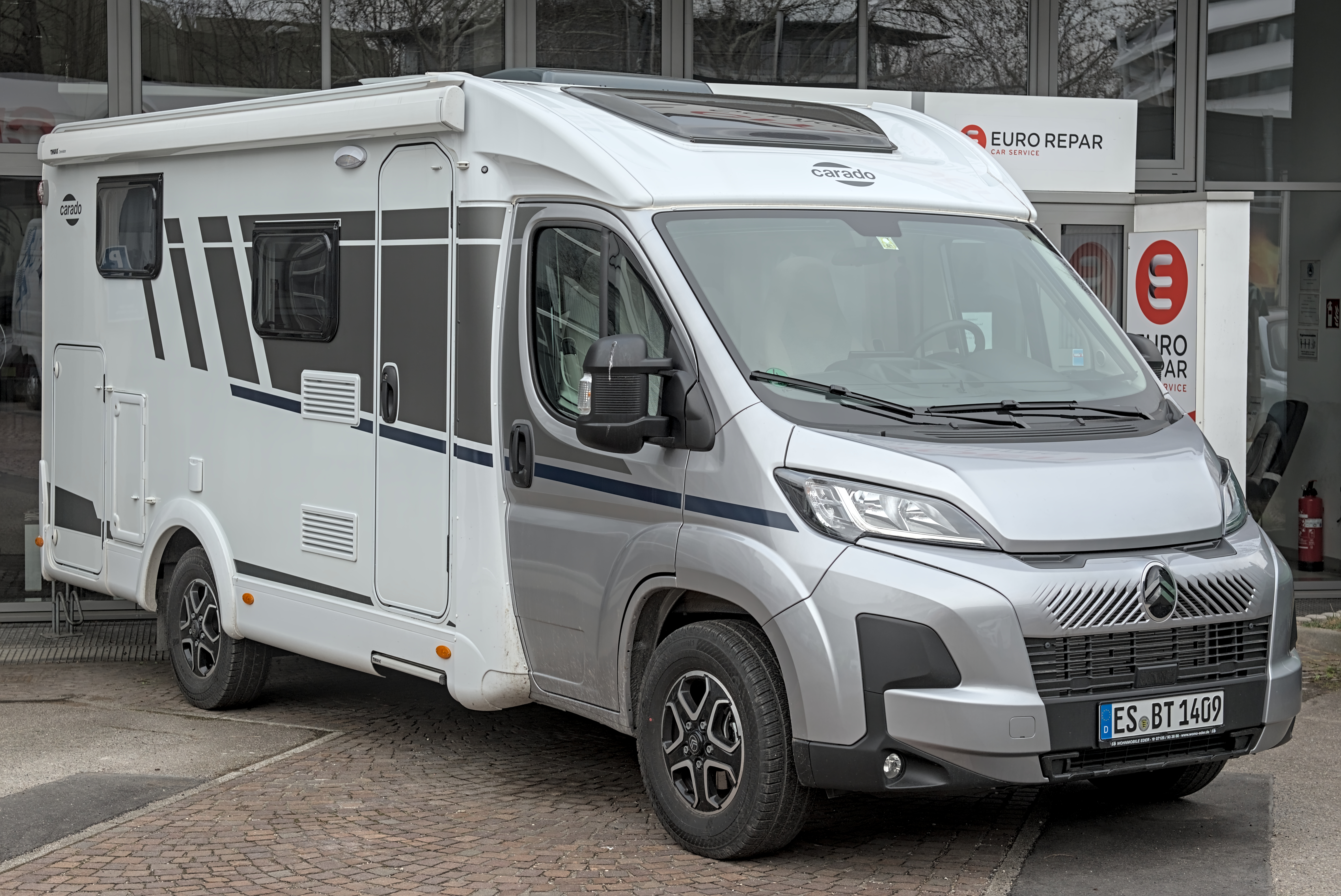
Teilintegriertes Wohnmobil

Bei diesem Wohnmobiltyp (auch Teilintegrierter genannt) wird das Fahrerhaus des Serienfahrzeuges in den Wohnbereich mit einbezogen. Er verfügt über ein erhöhtes Dach über dem Fahrerhaus, welches in der Regel dazu dient, auch im Fahrerhaus Stehhöhe zu erreichen. Die Fahrersitze können zum Wohnraum hin gedreht und mit einem dahinter angeordneten Tisch mit Sitzbank (Halbdinette) zu einer Sitzgruppe kombiniert werden.
Ein teilintegriertes Wohnmobil bietet bei vergleichsweise geringeren Anschaffungskosten zumindest während der warmen Jahreszeit einen ähnlich hohen Wohnwert wie ein vollintegriertes Wohnmobil. Der Kostenvorteil wird wie beim Alkovenmobil durch die Beibehaltung der serienmäßigen Fahrerkabine erreicht. Durch die im Vergleich zu Alkoven und den meisten Vollintegrierten niedrigere Bauhöhe wird ein geringerer Luftwiderstand und damit ein niedrigerer Kraftstoffverbrauch erzielt.

#### Van
Als Van werden kleine teilintegrierte Fahrzeuge bezeichnet, bei denen auf kurze Abmessungen und geringe Breite des Sonderaufbaus geachtet wurde. Dadurch entsteht ein mehr einheitlicher Eindruck von Führerhaus und Wohnaufbau sowie ein noch geringerer Luftwiderstand.

### Vollintegriertes Wohnmobil

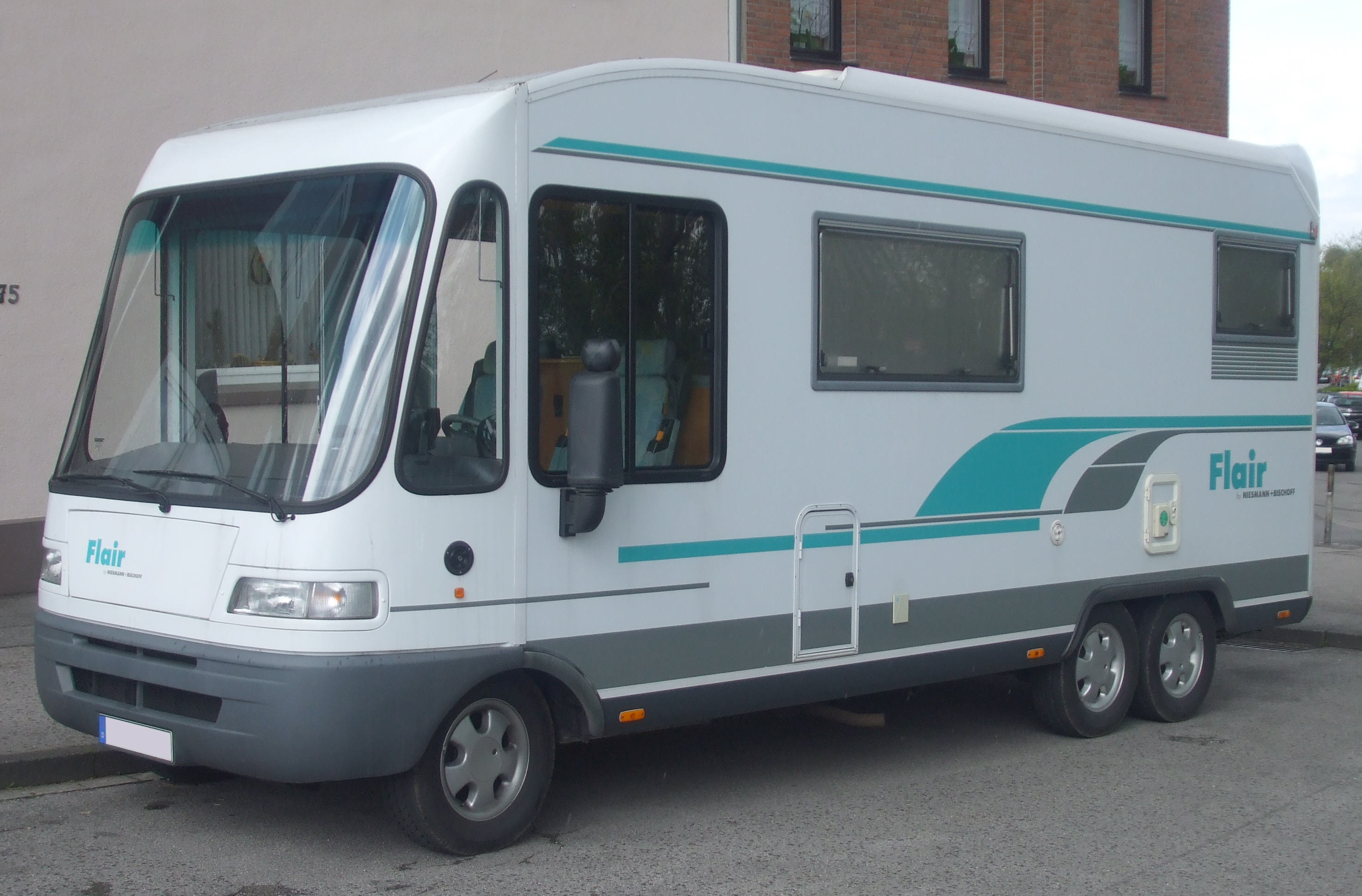
Vollintegriertes Wohnmobil

Die Vollintegrierten werden auf fahrfertigen Triebköpfen (Fahrgestelle ohne Fahrerhaus) mit allen notwendigen Aggregaten aufgebaut. Die Rahmenbauart – Leiterrahmen, Flachbodenrahmen oder Tiefrahmen – wird je nach gewünschtem Aufbau ausgewählt. Der Wohnmobilhersteller muss deshalb in Kleinserie eine komplette, isolierte Fahrzeugfront mit Windschutzscheibe, Scheinwerfern, Scheibengebläse, Scheibenwischer usw. herstellen. Dafür bieten vollintegrierte Wohnmobile eine bessere Wärmedämmung als bei Serienfahrerhäusern sowie einen Wohnraum „aus einem Guss“. Sie können überdies mit isolierverglasten Seitenfenstern am Fahrerhaus sowie mit Isolierrollos hinter der Windschutzscheibe ausgestattet sein.
Nachteilig sind die deutlich höheren Kosten für die Kleinserienproduktion der Fahrerhauskomponenten, was sich sowohl auf den Neupreis als auch auf Ersatzteilkosten auswirkt. Auch ist der Motor oft schlechter zugänglich als bei Serienfahrerhäusern, was die Wartungskosten erhöht.

### Wohnmobile auf Lkw-Basis

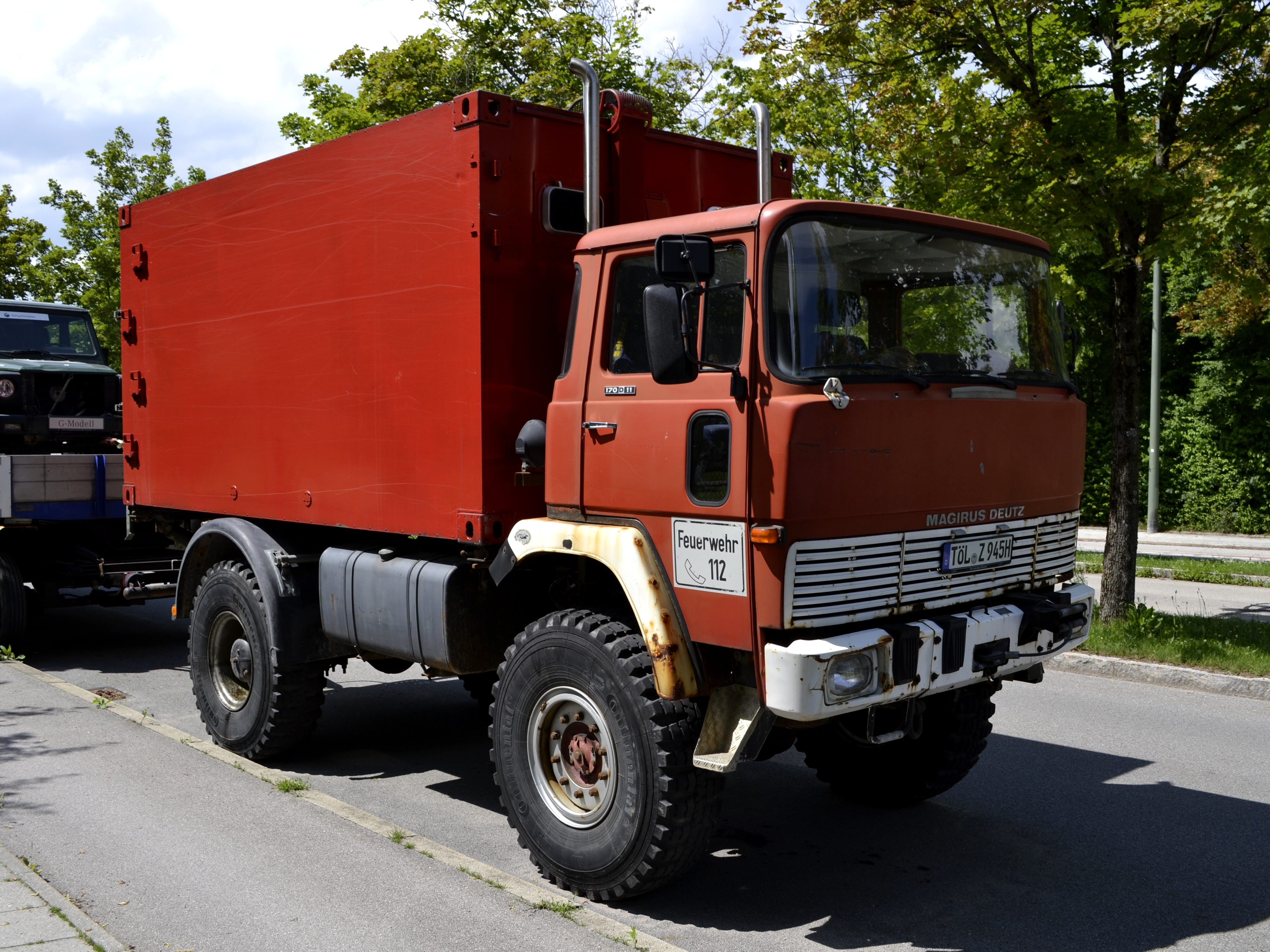
Wohnaufbau auf Lkw Magirus-Deutz mit H-Kennzeichen

Hierbei wird die Wohneinheit auf einem serienmäßigen Lkw-Fahrgestell montiert. Es lassen sich dabei sehr große Wohnmobile realisieren, weswegen der Typ vorwiegend im Luxussegment zum Einsatz kommt. Diese Bauweise findet eher in den USA Anhänger, für europäische Platzverhältnisse und Campingbedürfnisse sind die angebotenen Modelle meist zu groß. Überdies liegt die zulässige Gesamtmasse der meisten dieser Fahrzeuge oberhalb von 7,5 Tonnen, weshalb sie nach EU-Recht mit einer Fahrerlaubnis der Klassen B oder C1 nicht gefahren werden dürfen. In Deutschland trifft man auch mitunter Umbauten von ausgemusterten Feuerwehr-, THW- oder Militärfahrzeugen (in der Regel mit Allradantrieb) an, deren originaler Aufbau entfernt und durch einen Wohnkoffer ersetzt wird.

### Wohnbusse

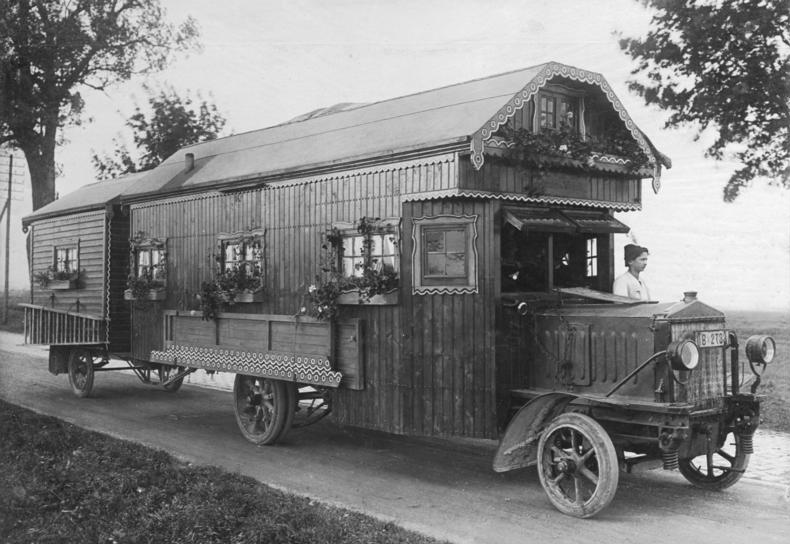
Fahrbares Landhaus (1922)

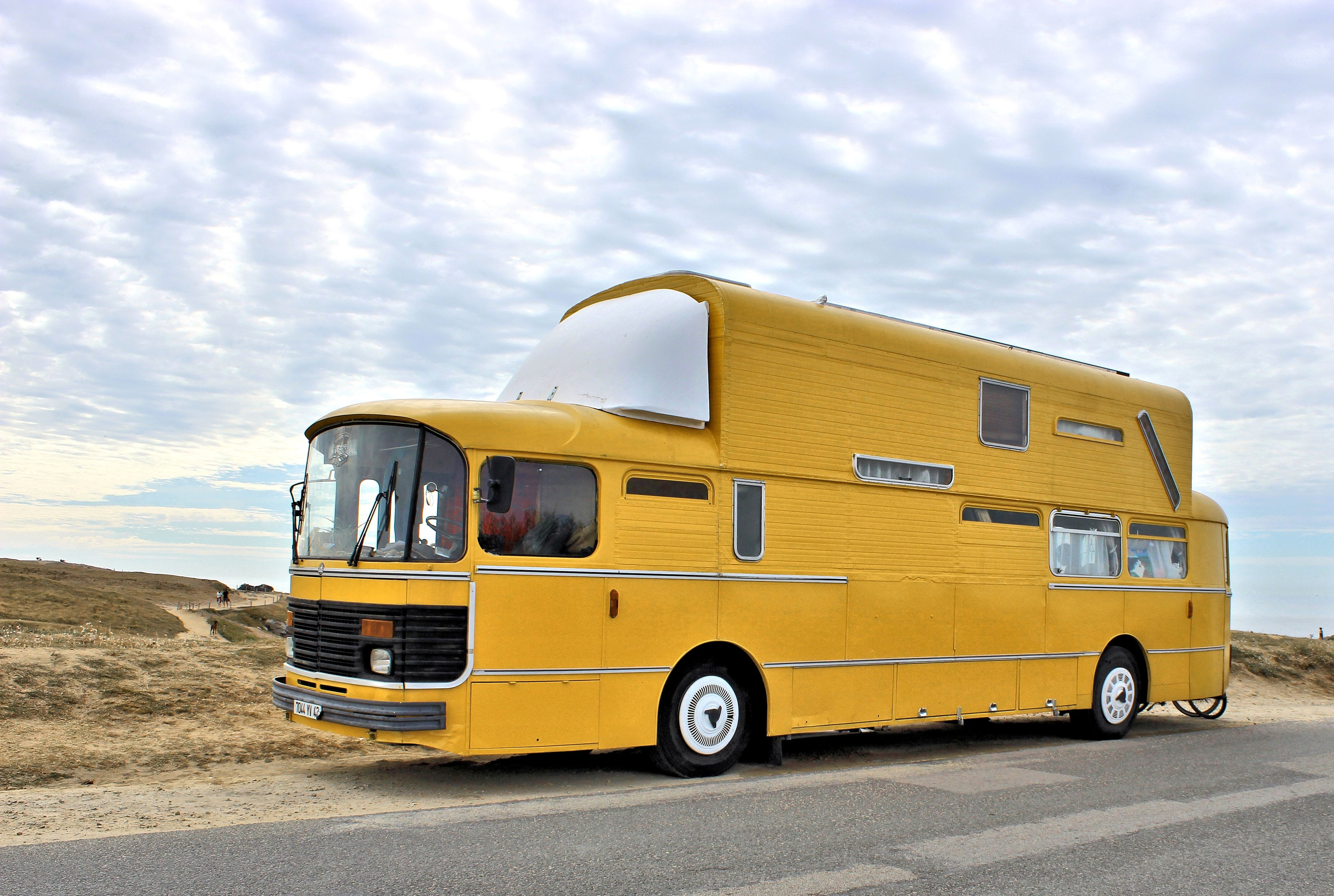
Ehemaliger Reisebus als Wohnmobil

Wohnbusse sind meist von Hobbyisten oder in Einzelfertigung zu Wohnzwecken ausgebaute ehemalige Reisebusse oder Lkw und damit deutlich größer als die meisten auf Transporterchassis aufgebauten Wohnmobile. In Nordamerika werden zunehmend kommerziell umgebaute oder gleich als solche konzipierte Wohnbusse (Bus Conversion oder auch Motor Coach) beliebter. Wie dort üblich, sind sie vielfach mit Anhängern für einen Pkw ausgerüstet und bieten eine der luxuriösesten Möglichkeiten des Reisens.

## Basisfahrzeuge
Wohnmobile sind meist auf Kleintransportern oder Kleinbussen bzw. deren Fahrgestellen aufgebaut. Die Geschichte der Wohnmobile beginnt daher auch in den 1950er-Jahren mit dem Urtyp des Kleintransporters, dem VW Transporter T1. Später kamen der Ford Transit, der Mitsubishi L300 sowie Mercedes-Benz-Transporter hinzu.
Aktuelle häufige Basisfahrzeuge in Europa sind der Fiat Ducato als Marktführer in Deutschland und die baugleichen Peugeot Boxer sowie Citroën Jumper; darüber hinaus der Mercedes-Benz Sprinter und der VW Crafter. Weitere Modelle sind der Ford Transit, der VW Transporter, der Renault Master, der bis 2021 baugleich mit dem Opel Movano ist, der Iveco Daily oder die ebenfalls baugleichen Renault Trafic und Opel Vivaro.
Größere Wohnmobile mit mehr als 7,5 t zulässigem Gesamtgewicht sind auf Bus- oder Lkw-Basisfahrzeugen aufgebaut. Expeditionsmobile und Sonderfahrzeuge für den schweren Geländeeinsatz nutzen allradgetriebene Lastkraftwagen wie den Unimog, den Mercedes-Benz Zetros und MAN TGS oder von anderen Herstellern als Basis.

## Fahrgestelle

### Serienrahmen
Der Serienrahmen (auch Leiterrahmen genannt) ist für alle Fahrzeuge, ob Kühlaufbau, Rettungswagen, Pritschenwagen oder eben Wohnmobil geeignet. Er wird in Serie als „Fahrgestell“ hergestellt und ist für Front- oder Heckantrieb gleichermaßen geeignet. Vorteile sind die hohe universelle Stabilität und der geringe Preis durch die Serienfertigung. Nachteile sind das höhere Gewicht und die höhere Bauform, welche aber durch die höhere Bodenfreiheit relativiert wird. Der Aufwand in der Wohnmobilfertigung im Verhältnis zur Fahrzeuggröße ist bei Leiterrahmen am geringsten.

### Flachboden-Chassis
Ein Flachboden-Chassis ist nur bei frontgetriebenen Fahrzeugen möglich. Es ist das Fahrgestell eines Serien-Kastenwagens, bei dem Dach und Seitenwände ab der B-Säule fehlen. Das Fahrgestell besteht aus Längs- und Querträgern und den tiefgezogenen profilierten Bodenblechen. Wegen des fehlenden Aufbauträgers wie beim konventionellen Fahrgestell (z. B. bei Pritschenwagen) müssen die Seitenwände des Wohnmobilaufbaus wie beim Serien-(Blech-)Kastenwagen eine stabilisierende Rolle übernehmen. Daher müssen die Dimensionierung und die Anbindung des Wohnmobilaufbaus an das Fahrerhaus besonders sorgfältig ausgeführt werden. Eine weitere Stabilisierung kann durch die vollflächige Verklebung des Aufbaubodens (in der Regel ein 40-mm-Sandwichboden) mit dem Blechboden des Flachbodenchassis erreicht werden. Dadurch ergeben sich eine niedrigere Einstiegshöhe und geringere Bodenfreiheit. Bei teilintegrierten Fahrzeugen (also ohne Alkoven) ist ein geringerer Luftwiderstand durch die niedrigere Gesamtbauhöhe zu erreichen. Bei Alkovenfahrzeugen kommt dieser Vorteil nicht zum Tragen, da hier die Fahrzeughöhe durch das Fahrerhaus vorgegeben ist (Höhe Führerhaus + Alkoven). Diese Bauweise empfiehlt sich für leichte Mobile ohne langen Hecküberhang im unteren Preissegment.

### Tiefrahmen
An einen sogenannten Zugkopf (hier ist das Fahrgestell hinter dem Fahrerhaus abgeschnitten) wird ein Sonderfahrgestell, der sogenannte „Tiefrahmen“, angeflanscht. Die serienmäßige Hinterachse wird durch eine Einzelradaufhängung ersetzt. Die meist hochwertig aus verzinkten und verschraubten Blechteilen gebauten Tiefrahmen werden möglichst niedrig angeflanscht, um eine niedrige Einstiegs- und Gesamthöhe sowie einen Doppelboden (Dämmung der Sanitärinstallation für Wintertauglichkeit) verwirklichen zu können. Die Gesamthöhe reduziert sich allerdings bei Alkovenfahrzeugen auch durch einen Tiefrahmen nicht. Tiefrahmen sind überwiegend bei Frontantrieben erhältlich – 2006 gab es erstmals auch einen Tiefrahmen mit Hinterradantrieb für den Mercedes-Benz Sprinter. Durch die gegenüber dem Serienrahmen geänderte Hinterachse ergeben sich ein geändertes Fahrverhalten und andere Wartungsanforderungen. Weiterhin steigt durch die niedrige Bodenfreiheit das Risiko, auf unebenen Plätzen aufzusetzen.

## Aufbau
Holz wird häufig als Werkstoff in Form von Nadelholzlatten für das tragende Fachwerk des Aufbaus und zur Befestigung von Fenstern und Türen verwendet, teils auch als Kante zur Verschraubung von Aufbauplatten. Sperrholz wird als Innenabschluss der Wände sowie als Innen- und Außenseite für Bodenplatten eingesetzt. Da Holz in feuchter Umgebung zum Verfaulen neigt und wegen der damit verbundenen unangenehmen Geruchsbildung, wird es zunehmend von Kunststoffen verdrängt.

### Kunststoffe
Das sehr leichte und kostengünstige Expandierte Polystyrol (EPS), bekannt unter der Handelsbezeichnung Styropor, wird häufig als Isoliermaterial im Boden, am Dach und an den Wänden des Aufbaus verwendet. Zunehmend wird expandiertes durch extrudiertes Polystyrol (XPS, gängige Handelsbezeichnungen sind Styrofoam, Styrodur oder RTM-Schaum) ersetzt, da es druckunempfindlicher ist und durch sein geschlossenes Zellgefüge nahezu kein Wasser aufnimmt. Weil XPS gegenüber EPS eine höhere Steifigkeit hat, kann auf zusätzliche Querversteifung verzichtet werden. Hartschaumplatten aus Polyurethan (PU) eignen sich als stabile Wanddämmung, der Kunststoff ist jedoch produktionsaufwendig. Leisten aus Polyurethan sind gegenüber Holzleisten beständiger gegen Verrottung und geben Plattenkanten die nötige Stabilität zum Verschrauben oder Verkleben.

### Metalle
Das recyclingfreundliche Leichtmetall Aluminium wird oft für die Außenhaut genutzt, seltener als tragende Struktur in Wänden. Damit sind glänzend lackierte Oberflächen möglich, die jedoch gegenüber Kratzern und Beulen empfindlich sind. Aluminium wird ebenfalls als Profilleiste an Aufbaukanten sowie als Material für Seitenschürzen verwendet.

### Verbundwerkstoffe
Wand-, Dach- oder Bodenplatten werden oft in Sandwichbauweise aus unterschiedlichen, verklebten Materialien hergestellt und setzen sich aus den drei Schichten Außenhaut, Dämmung und Innenwand zusammen. Glasfaserverstärkter Kunststoff (GfK) wird sowohl als Außenhaut als auch für große Formteile eingesetzt. Der Kunststoff ist vergleichsweise widerstandsfähig gegen Hagel und Steinschlag und reparaturfreundlich, jedoch sind Verfärbungen und Rissbildung möglich.

## Fahrbetrieb

### Versicherung
Wohnmobile müssen wie alle anderen Kraftfahrzeuge haftpflichtversichert werden. Dank der durchschnittlich sehr niedrigen Jahreskilometerleistung und geringen Schadensquoten bei Privatnutzung kommen meist spezielle Wohnmobiltarife zur Anwendung.

### Situation in Deutschland

#### Straßenverkehrsordnung
Im Vergleich zu einem Caravangespann gilt für Wohnmobile bis zu 3,5 t zulässiger Gesamtmasse ohne Anhänger in Deutschland wie für Pkw keine allgemeine Geschwindigkeitsbegrenzung. Für Wohnmobile über 3,5 t und bis zu 7,5 t gelten mit der 12. Ausnahmeverordnung zur StVO höhere Geschwindigkeiten als für Lkw der gleichen Gewichtsklasse, und zwar 100 km/h auf Autobahnen und Kraftfahrstraßen. Diese Ausnahmeverordnung war ursprünglich bis zum 31. Dezember 2009 befristet, die Befristung wurde jedoch am 26. Oktober 2009 aufgehoben. Allerdings bleiben alle sonstigen Verbote für Kraftfahrzeuge über 3,5 Tonnen (Einfahrt-, Durchfahrt- und Überholverbote) bestehen.

#### Kfz-Steuer
In Deutschland wurden Wohnmobile mit mehr als 2,8 Tonnen zulässiger Gesamtmasse seit 1984 als „Sonstige Kraftfahrzeuge“ wie Lkw gemäß § 8 Nr. 2 KraftStG nach der technisch zulässigen Gesamtmasse der Kfz-Steuer unterworfen. Seit dem 1. Januar 2006 wird nach einem eigenen, emissionsorientierten Wohnmobilsteuersatz (§ 8 Nr. 1a i. V. m. § 9 Abs. 1 Nr. 2a KraftStG) veranlagt, der in der Höhe niedriger als die Pkw-, jedoch höher als die Lkw-Steuer liegt. Bis Dezember 2012 deckte sich der Begriff des Kfz-steuerlichen Wohnmobils (§ 2 Abs. 2b KraftStG) nicht immer mit der verkehrsrechtlichen Definition der Zulassungsbehörden. Seitdem sind die Finanzbehörden jedoch an die Einstufung des Kraftfahrzeugs durch die Zulassungsbehörden gebunden.

#### Führerschein und Fahrerlaubnis
Seit der EU-weiten Harmonisierung der Führerscheinklassen, die 1999 in Kraft trat, dürfen mit der Fahrerlaubnis der Klasse B nur noch Fahrzeuge mit einer zulässigen Gesamtmasse von bis zu 3,5 t gefahren werden, während ältere deutsche Führerscheine der Klasse 3 bis zu einer Gesamtmasse von 7,5 t gelten, weil die nun dafür erforderliche Fahrerlaubnisklasse C1/C1E aufgrund der Übergangs- und Besitzstandvorschriften hier enthalten ist. Damit dürfen viele größere vorhandene Wohnmobile von Inhabern der ab 1999 ausgestellten Fahrerlaubnisse B nicht gefahren werden. 
Deshalb und auch wegen gleichzeitig stetig wachsender Komfortansprüche werden 3,5-Tonnen-Fahrzeuge mit immer geringeren Zuladungsreserven gebaut und – oft unbewusst – oberhalb des zulässigen Gesamtgewichtes betrieben, was ein zunehmendes Unfallrisiko (Reifenplatzer, verlängerter Bremsweg) mit sich bringt. Viele Wohnmobilhersteller versuchen, für den deutschen Markt dieser Problematik mit unterschiedlichen Strategien zu begegnen:
- Gewichtseinsparung durch zunehmenden Einsatz von Leichtbaumaterialien oder Reduzierung der Bordvorräte (kleinere Wassertanks oder Batterien)
- Reduzierung der während der Fahrt zugelassenen Sitzplätze
- Bau kleinerer Fahrzeuge, insbesondere Vans und Teilintegrierte

#### Service/Unterhalt
Bei Fahrzeugen bis 3,5 t zulässigem Gesamtgewicht sind Hauptuntersuchungs- und AU-Intervalle wie beim Pkw vorgeschrieben. Bei Fahrzeugen über 3,5 t sind bis zum Alter von sechs Jahren 2-jährliche, danach jährliche Hauptuntersuchungen fällig.
Zusätzlich sind für Wohnmobile mit fest eingebauten Gasanlagen gesonderte Prüfungen der Gasgeräte erforderlich („Gasprüfung“ - DVGW-Arbeitsblatt G 607 - alle zwei Jahre). Die installierten Geräte werden dazu in ein Prüfbuch eingetragen und das Prüfergebnis dort festgehalten. Alternativ wird eine Prüfbescheinigung ausgestellt. Die zeitweise ausgesetzte Pflicht zur Gasprüfung besteht seit dem 19. Juni 2025 - unabhängig von der HU - wieder und ist nun im § 60 der StVZO verankert.

### Situation in Österreich

#### Straßenverkehrsordnung
Laut österreichischer Straßenverkehrsordnung bezieht sich das Lkw-Symbol nicht generell auf Kraftfahrzeuge, sondern lediglich auf Lastkraftwagen über 3,5 t. Wohnmobile mit zulässiger Gesamtmasse von mehr als 3,5 t, aber nicht mehr als 7,5 t, sind von den entsprechenden Fahr- und Überholverboten nicht betroffen.

#### Kfz-Steuer
In Österreich ist für Wohnmobile bis zu einer zulässigen Gesamtmasse von 3,5 Tonnen wie für Pkw die Motorbezogene Versicherungssteuer zu zahlen, die auf Basis der Motorleistung errechnet wird. Überdies ist bei Neukauf oder Import eines Wohnmobils die Normverbrauchsabgabe (NoVA) zu entrichten.

### Situation in Frankreich

#### Maut
Zweiachsige Wohnmobile werden für die Autobahnmaut grundsätzlich in Klasse 2 eingestuft. Sind sie mindestens 3 Meter hoch, werden sie in Klasse 3 eingestuft:
- Klasse 2 (mittlere Fahrzeuge): Fahrzeuge mit einem zulässigen Gesamtgewicht von bis zu 3,5 Tonnen und einer Gesamthöhe zwischen 2 m und weniger als 3 m sowie alle Gespanne mit einem Zugfahrzeug bis zu 3,5 Tonnen zulässigem Gesamtgewicht und einer Gesamthöhe zwischen 2 m und weniger als 3 m.
- Klasse 3 (Lkw, Busse, Wohnmobile mit zwei Achsen): Fahrzeuge mit zwei Achsen mit einem zulässigen Gesamtgewicht über 3,5 Tonnen oder einer Gesamthöhe von 3 m oder mehr.
- Klasse 4 (Lkw, Busse, Wohnmobile mit drei oder mehr Achsen): Fahrzeuge mit einem zulässigen Gesamtgewicht von über 3,5 Tonnen, mehr als zwei Achsen oder einer Höhe über 3 m sowie alle Gespanne mit einem Zugfahrzeug mit über 3,5 Tonnen zulässigem Gesamtgewicht.[4]

## Standnutzung von Wohnmobilen

### Autarkie
Wohnmobile sind im Vergleich zum Großteil der Caravans (Wohnwagen) autarker, weil sie für den Wohnbetrieb mindestens eine von der Fahrzeugbatterie unabhängige 12-V-Batterie für Wasserpumpen und Beleuchtung haben und über größer dimensionierte Frisch- und Abwassertanks verfügen. Die Wasserbehälter können frostsicher (z. B. in einem doppelten Boden) untergebracht werden. Neuerdings können die Wohnraumbatterien nicht nur während der Fahrt oder durch einen Landstromanschluss nachgeladen werden, sondern auch durch Photovoltaik-Paneele auf dem Dach oder auch durch Brennstoffzellen.
Der zeitliche Umfang der Autarkie von Wohnmobilen hängt von technischer Ausstattung, Bedürfnissen der Insassen (Wasser- und Energieverbrauch), Nutzungsgewohnheiten (z. B. Nutzung von Bord- oder Landtoiletten) und den Außentemperaturen ab.

### Wohnraumausstattung
Die Ausstattung ist der einer normalen Wohnung ähnlich. Es gibt üblicherweise eine Küchenzeile, einen Wohn- und einen Schlafbereich, Bordtoilette und Dusche. Die Haushaltstechnik ist weitgehend komplett vorhanden, wobei sich die Stromversorgung in der Regel auf 12 V Gleichspannung aus dem Akku beschränkt. Durch den Einsatz eines Wechselrichters (meist nachgerüstet, in höherwertigen Fahrzeugen teilweise bereits werksseitig montiert) können aber auch herkömmliche, mit 230 V Wechselspannung betriebene Geräte verwendet werden. Häufig sind Unterhaltungsmedien wie Satellitenfernsehen, HiFi-Anlage, Videorecorder bzw. DVD-Player und Navigationssysteme eingebaut.
Neben ausreichender Zuladungsmöglichkeit des Fahrzeuges sind für die Wohnqualität ausreichend dimensionierte Betten sowie Schrank- und Stauräume notwendig. Kleinere Wohnmobile verfügen meist über einen Fahrradträger, größere enthalten oft einen großen Stauraum (Heckgarage) für Fahrräder oder einen kleinen Motorroller, die dem Bedürfnis nach Mobilität im Nahbereich nachkommen. Ganz große Reisemobile verfügen sogar über Unterflurgaragen mit frei tragenden Pkw-Plattformen für handelsübliche zwei- bis fünfsitzige Pkw, Sonderfahrzeuge oder Oldtimer. Im Markt ist eine nahezu unübersichtliche Varianz von Grundrissen innerhalb des Wohnaufbaus verfügbar, die nicht nur im Design den Schwankungen der jeweiligen Modetendenzen unterliegt.

### Übernachten im Wohnmobil
Bei der Standnutzung von Wohnmobilen ist zu unterscheiden zwischen:

#### Camping
In fast allen Ländern Europas ist Camping nur auf gesondert bezeichneten Plätzen erlaubt. Camping schließt die Nutzung von Gartenmöbeln, Markise, Grill usw. im Freien ein. Versorgung mit Energie (Strom bzw. Gas) und Frischwasser sowie Entsorgung (Müll, Abwasser, Fäkalien) ist hier nahezu immer gewährleistet.

#### Wohnmobil und Nutzung öffentlicher Parkplätze in Deutschland
Häufig wird in Wohnmobilen übernachtet, die auf einem öffentlichen Parkplatz oder am Straßenrand geparkt sind. Beim Übernachten im öffentlichen Raum bewegt man sich in Deutschland in einer rechtlichen Grauzone: Zwar dürfen Wohnmobile wie andere Kraftfahrzeuge auch im Rahmen der Vorschriften der StVO (ohne Befristung im Gegensatz zu Anhängern) geparkt werden; dies ist zulässiger Gemeingebrauch.
Das Übernachten im geparkten Wohnmobil kann jedoch, wenn es nicht nur zur Wiederherstellung der Fahrtüchtigkeit dient, als unerlaubte Sondernutzung öffentlichen Verkehrsraumes betrachtet werden.
Im Allgemeinen wird in Deutschland die einmalige Übernachtung toleriert, solange dadurch nicht der Verkehr behindert wird, örtliche Parkvorschriften eingehalten und keine Gegenstände wie zum Beispiel Campingmöbel, Grills oder Markisen außerhalb des Wohnmobils aufgestellt werden. Zumindest in einem Einzelfall wurde jedoch auch die einmalige Übernachtung zur Wiederherstellung der Fahrtüchtigkeit als Sondernutzung gewertet, da die Fahruntüchtigkeit erst nach dem Abstellen des Wohnmobils durch Alkoholgenuss bewusst herbeigeführt worden war. Um das Übernachten in Wohnmobilen zu regulieren beziehungsweise um den örtlichen Tourismus zu fördern, richten immer mehr Gemeinden spezielle Wohnmobilstellplätze ein.
Eine gewerbliche Nutzung erfahren Wohnmobile beispielsweise im Rahmen der Wohnwagenprostitution.

#### Wohnmobilstellplätze

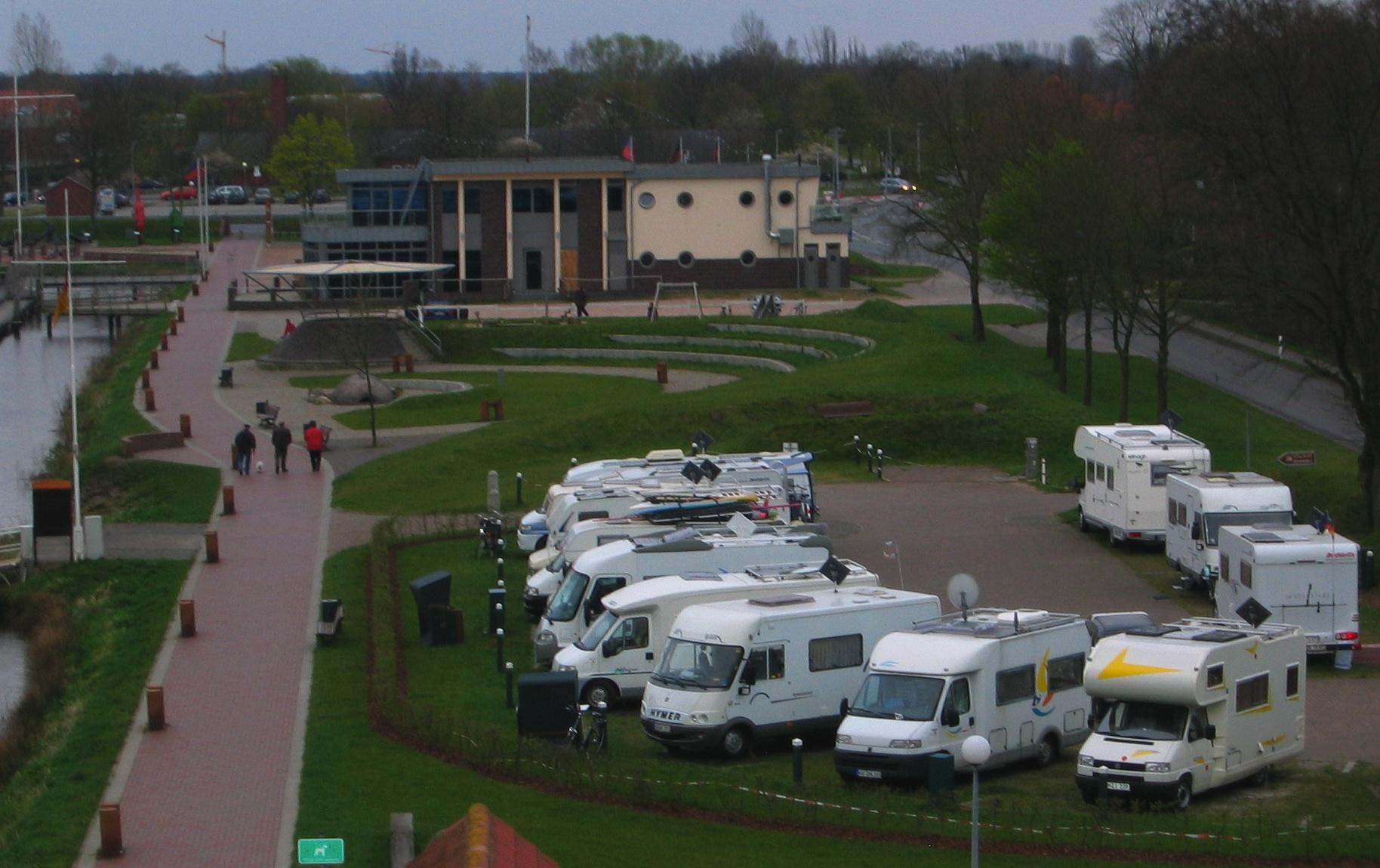
Wohnmobil-Stellplatz

Wohnmobilstellplätze sind öffentliche oder private Parkplätze für Wohnmobile, auf denen je nach örtlichen Gegebenheiten mindestens eine einmalige Übernachtung, meist jedoch auch unterschiedliche Formen des Campings erlaubt sind. Ver- und Entsorgung sind hier in unterschiedlichem Maße gewährleistet.

## Neuzulassungen
Deutschland
Seit 2006 führt das Kraftfahrt-Bundesamt das Segment Wohnmobile. Für Zahlen zu den jährlichen Neuzulassungen von Personenkraftwagen des Segments Wohnmobile in Deutschland nach Statistik des Kraftfahrt-Bundesamtes siehe Liste der Neuzulassungen von Personenkraftwagen in Deutschland nach Segmenten und Modellreihen#Wohnmobile.
Zwischen 2015 und 2020 ist die Zahl der Neuzulassungen in Deutschland um 50 % gestiegen. Während der COVID-19-Pandemie berichtete das Statistische Bundesamt über eine Zunahme der Neuzulassungen von 29 % im Mai 2020 im Vergleich zum Vorjahresmonat.
Am 1. Januar 2019 waren in Deutschland 532.687 Wohnmobile als PKW zugelassen, 9,4 Prozent mehr als ein Jahr zuvor. 261.803 (49,1 %) davon auf der Basis von FIAT- und 103.439 (19,4 %) Volkswagen-Fahrzeugen.
Schweiz
In der Schweiz haben 2021 die Neuzulassungen mit 7588 Neuimmatrikulationen um 26,4 Prozent zugenommen.